# Espirú i Fantàstic

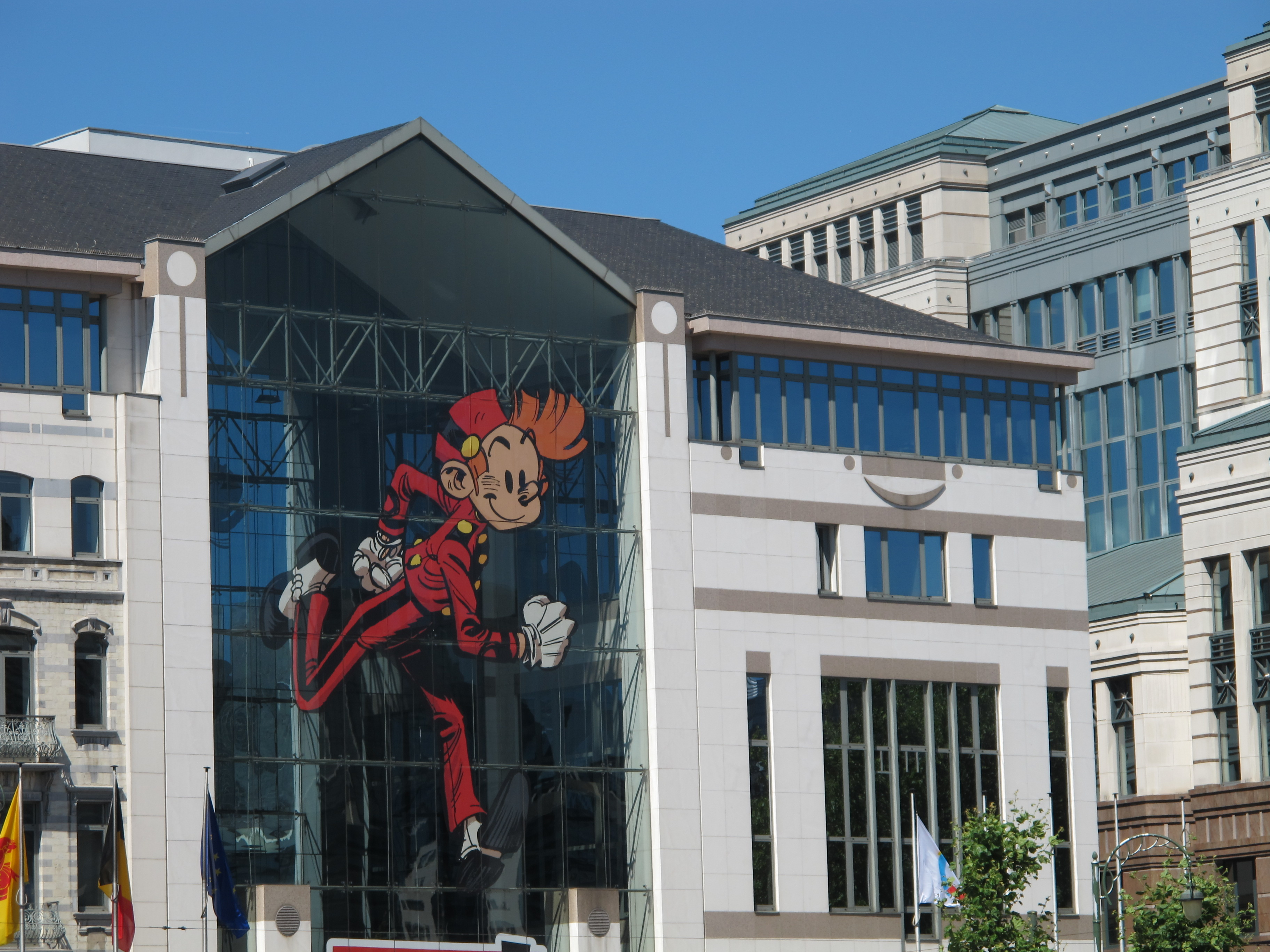
Dibuix d'Espirú a la façana d'un edifici de Brussel·les

Espirú i Fantàstic (en la versió original en francès Spirou et Fantasio) és una sèrie d'historietes d'aventures en còmic, una de les més populars de la tradició del còmic francobelga. Aquesta sèrie de còmics fou creada per l'autor Robert Pierre Velter (Rob-Vel) el 1938.
A principis de la Segona Guerra Mundial, Rob-Vel va ser empresonat i Joseph Gillain, Jijé va continuar la sèrie fins que el 13 març de 1941 Rob-Vel va recuperar la llibertat i van treballar junts. Poc després, va vendre el personatge a l'editorial belga Dupuis. Jijé va continuar amb Dupuis i afegir el des d'aleshores inseprable personatge de Fantàstic.
Va conèixer la seva màxima fama per la versió del 1952 pel belga André Franquin a les pàgines de la revista Spirou, que porta el nom d'un dels dos protagonistes, i encara segueix activa. El personatge de Fantàstic (el gran amic d'Espirú) també apareix de manera bastant freqüent en una altra sèrie de Franquin, Sergi Grapes.

## Versió en català
En la versió catalana, els personatges Spirou i Fantasio van ser batejats com a Espirú i Fantàstic ja a les primeres traduccions que van arribar-ne fetes per Johanna Givanel Pasqual i Pere Calders, editades per La Xarxa (Publicacions de l'Abadia de Montserrat), molt abans que els personatges fossin traduïts en espanyol. La següent editorial que van publicar-los en català (Ediciones Junior), van seguir utilitzant els noms de Calders, malgrat que quan Ediciones B va publicar el còmic en català de Le Petit Spirou va traduir-lo com a El Petit Spirou, perdent la traducció clàssica.
El 2014, l'editorial Base van començar una nova edició de la sèrie. El 2017 va parèixer La Mascarada, amb «vells personatges, nous plantejaments» pel dibuixant Tehem i els guionistes Makyo i Toldac.

## Àlbums
Fonts:
- 1 4 aventures d'Espirú (4 aventures de Spirou et Fantasio) Dupuis, Marcinelle (1950). Guió i dibuix: André Franquin
- 2 Hi ha un bruixot a Xampinyac ( Il y a un sorcier à Champignac) Dupuis, Marcinelle (1951). Guió: Jean Darc, dibuix: André Franquin
- 3 Els barrets negres (Les Chapeaux noirs) Dupuis, Marcinelle (1952). Guió i dibuix: Jijé, André Franquin
- 4 Espirú i els héreus (Spirou et les héritiers) Dupuis, Marcinelle (1952). Guió i dibuix: André Franquin
- 5 Han robat el marsupilami (Les Voleurs du marsupilami) Dupuis, Marcinelle (1954). Guió: Jo Almo, dibuix: André Franquin
- 6 La banya del rinoceront (La Corne de rhinocéro) Dupuis, Marcinelle (1955). Guió i dibuix: André Franquin
- 7 El dictador i els xampinyons (Le Dictateur et le champignon) Dupuis, Marcinelle (1956). Guió: André Franquin, Maurice Rosy, dibuix: André Franquin
- 8 La màscara (La Mauvaise Tête) Dupuis, Marcinelle (1956). Guió: André Franquin
- 9 El cau de la morena (Le Repaire de la murène) Dupuis, Marcinelle (1957). Guió i dibuix: André Franquin
- 10 Els pirates del silenci (Les Pirates du silence) Dupuis, Marcinelle (1958). Guió: Maurice Rosy, André Franquin, dibuix: André Franquin, Will
- 11 Espirú i els goril·les (Le gorille a bonne mine) Dupuis, Marcinelle (1959). Guió i dibuix: André Franquin
- 12 El niu dels marsupilamis (Le Nid des marsupilamis) Dupuis, Marcinelle (1960). Guió i dibuix: André Franquin
- 13 El turista del Mesozoic (Le Voyageur du Mésozoïque) Dupuis, Marcinelle (1960). Guió: André Franquin, Greg, dibuix: André Franquin
- 14 El presoner dels 7 Budes (Le Prisonnier du Bouddha) Dupuis, Marcinelle (1961). Guió: André Franquin, Greg, dibuix: André Franquin
- 15 Espirú contra Zorglub (Jaimes)/Z com Zorglub (Grijalbo) (Z comme Zorglub) Dupuis, Marcinelle (1961). Guió: André Franquin, Greg, dibuix: André Franquin, Jidéhem
- 16 El retorn de Z (L'Ombre du Z) Dupuis, Marcinelle (1962). Guió: André Franquin, Greg, dibuix: André Franquin, Jidéhem
- 17 Espirú i els homes-bombolla (Spirou et les hommes-bulles) Dupuis, Marcinelle (1962). Guió: André Franquin, dibuix: André Franquin, Jean Roba
- 18 QTN a Bretzelburg (QRN sur Bretzelburg) Dupuis, Marcinelle (1966). Guió: Greg, dibuix: André Franquin
- 19 Bolquers a Xampinyac (Panade à Champignac) Dupuis, Marcinelle (1969). Guió: André Franquin, Gos, Peyo, Dibuix: André Franquin, Jidéhem
- 20  El fabricant d'or (Le Faiseur d'or) Dupuis, Marcinelle (1970). Guió: Jean-Claude Fournier, dibuix: Jean-Claude Fournier, André Franquin
- 21 Glucosa per Noemí (Du glucose pour Noémie) Dupuis, Marcinelle (1971). Guió i dibuix: Jean-Claude Fournier
- 22 L'Abadia encantada (L'Abbaye truquée), Dupuis, Marcinelle (1972). Guió i dibuix: Jean-Claude Fournier
- 23 Tora Torapa (Tora Torapa), Dupuis, Marcinelle (1973). Guió i dibuix: Jean-Claude Fournier
- 24 Tembo Tabú (Tembo Tabou), Dupuis, Marcinelle (1974). Guió: André Franquin, Greg - Dibuix: André Franquin, Jean Roba
- 25 L'amulet de Niokolo-Koba (Le Gri-gri du Niokolo-Koba), Dupuis, Marcinelle (1974). Guió i dibuix: Jean-Claude Fournier
- 26 Sidra cap a les estrelles (Du cidre pour les étoiles), Dupuis, Marcinelle (1976). Guió i dibuix: Jean-Claude Fournier
- 27 L'Ankú (L'Ankou), Dupuis, Marcinelle (1977). Guió i dibuix: Jean-Claude Fournier
- 28 Kodo el Tirà (Kodo le tyran), Dupuis, Marcinelle (1979). Guió i dibuix: Jean-Claude Fournier
- 29 Mongetes pertot arreu (Des haricots partout), Dupuis, Marcinelle (1980). Guió i dibuix: Jean-Claude Fournier
- 30 El cercle de gel (La Ceinture du grand froid), Dupuis, Marcinelle (1983). Guió: Raoul Cauvin - Dibuix: Nic
- 31 La capsa negra (La Boîte noire), Dupuis, Marcinelle (1983). Guió: Raoul Cauvin, dibuix: Nic
- 32 Els creadors de silenci (Les Faiseurs de silence), Dupuis, Marcinelle (1984). Guió:: Raoul Cauvin, dibuix: Nic
- 33 Virus (Virus), Dupuis, Marcinelle (1984). Guió: Tome, dibuix: Janry
- 34 Aventura a Austràlia (Aventure en Australie), Dupuis, Marcinelle (1985). Guió: Tome, dibuix: Janry
- 35 Qui aturarà Cianur (Qui arrêtera Cyanure?), Dupuis, Marcinelle (1985). Guió: Tome, dibuix: Janry
- 36 L'Horloger de la comète, Dupuis, Marcinelle (1986). Guió: Tome, dibuix: Janry
- 37 La revifalla de "Z" (Le Réveil du Z), Dupuis, Marcinelle (1986). Guió: Tome, dibuix: Janry
- 38 La infantesa d'Espirú (La Jeunesse de Spirou), Dupuis, Marcinelle (1987). Guió: Tome, dibuix: Janry
- 39 Espirú a Nova York (Spirou à New York), Dupuis, Marcinelle (1987). Guió: Tome, dibuix: Janry
- 40 Amb l'aigua al coll  (La Frousse aux trousses), Dupuis, Marcinelle (1988). Guió: Tome, dibuix: Janry
- 41 La Vall dels Proscrits (La Vallée des bannis), Dupuis, Marcinelle, (1989). Guió: Tome, dibuix: Janry
- 42 Espirú i Fantàstic a Moscou  (Spirou à Moscou), Dupuis, Marcinelle, (1990). Guió: Tome, dibuix: Janry
- 43 Vito el Pupes (Vito la Déveine), Dupuis, Marcinelle (1991). Guió: Tome, dibuix: Janry
- 44 El raig negre (Le Rayon noir), Dupuis, Marcinelle (1993). Guió: Tome, dibuix: Janry
- 45 Lluna fatal (Luna fatale), Dupuis, Marcinelle (1995). Guió: Tome, dibuix: Janry
- 46 Machine qui rêve, Dupuis, Marcinelle (1998). Guió: Tome, dibuix: Janry
- 47 Paris-sous-Seine, Dupuis, Marcinelle, 2004. Guió: Jean-David Morvan, dibuix: José Luis Munuera
- 48 L'Homme qui ne voulait pas mourir, Dupuis, Marcinelle, 2005. Guió: Jean-David Morvan, dibuix: José Luis Munuera
- 49 Spirou et Fantasio à Tokyo, Dupuis, Marcinelle, 2006. Guió: Jean-David Morvan, dibuix: José Luis Munuera
- 50 Aux sources du Z, Dupuis, Marcinelle, 2008. Guió: Jean-David Morvan i Yann, dibuix: José Luis Munuera
- 51 Alerte aux Zorkons, Dupuis, Marcinelle, 2010. Guió: Fabien Vehlmann, dibuix: Yoann
- 52 La Face cachée du Z, Dupuis, Marcinelle, 2011. Guió: Fabien Vehlmann, dibuix: Yoann
- 53 Dans les griffes de la Vipère, Dupuis, Marcinelle, 2013. Guió: Fabien Vehlmann, dibuix: Yoann
- 54 Le Groom de Sniper Alley, Dupuis, Marcinelle, 2014. Guió: Fabien Vehlmann, dibuix: Yoann
- 55 La Colère du Marsupilami, Dupuis, Marcinelle, 2016. Guió: Fabien Vehlmann, dibuix: Yoann
- 56 La Mort de Spirou, Dupuis, Marcinelle, 2022. Guió: Sophie Guerrive i Benjamin Abitan, dibuix: Olivier Schwartz, color: Alex Doucet